# Chasmias lugens
Chasmias lugens är en stekelart som först beskrevs av Johann Ludwig Christian Gravenhorst 1829.  Chasmias lugens ingår i släktet Chasmias och familjen brokparasitsteklar. Arten är reproducerande i Sverige. Inga underarter finns listade i Catalogue of Life.

## Bildgalleri

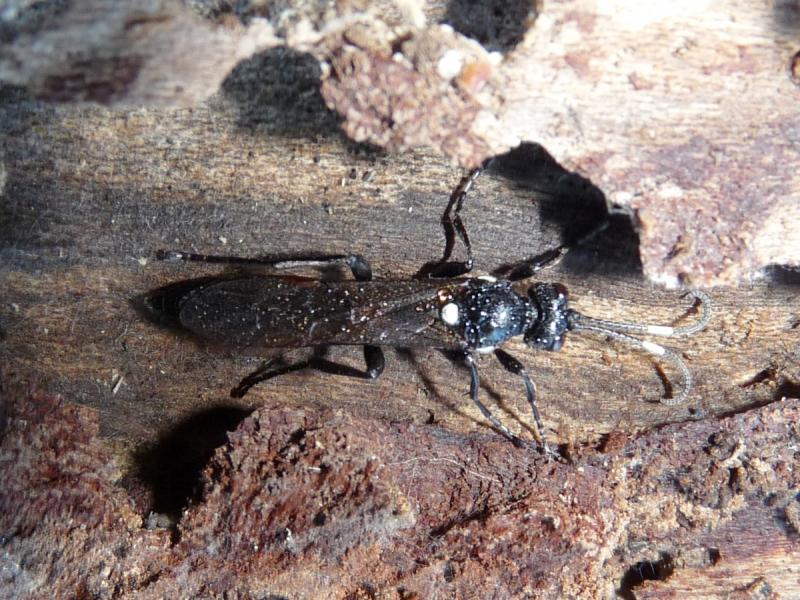